# Понос и лаж
Понос и лаж је први студијски албум српског поп-фолк певача Аце Лукаса, који је издат 1994. године за ITV Melomarket.

## Обраде
4. Ово је Србија (оригинал: Свилен Конац - Ово је Србија). Та песма је снимљена 1982. године, Аца Лукас је 13 година касније отпевао ову песму.

## Студио
Албум је снимљен у импровизованом студију Бранка Поткоњака (Хендрикса) на Новом Београду. Објављен је за издавачке куће One Records и ITV Melomarket.